# Сэндберг, Карл
Карл А́вгуст Сэ́ндберг (Carl Sandburg; 6 января 1878 года, Гейлсберг, Иллинойс, США — 22 июля 1967 года, Флэт-Рок, Северная Каролина, США) — американский поэт, историк, романист и фольклорист, лауреат Пулитцеровской премии (1919, 1940, 1951).

## Биография
Сын шведских эмигрантов. В молодости работал в цирюльне, развозил молоко, строил дома и жал пшеницу в Канзасе — путешествовал, переменил множество занятий. Во время Испано-американской войны ушёл добровольцем в армию и был расквартирован в Пуэрто-Рико, так никогда и не побывав в бою. Посещал Вест-Пойнт на протяжении двух недель, пока не провалил экзамены по математике и грамматике.
Переехал в Милуоки, штат Иллинойс. В 1910—1912 годах активист Социал-демократической партии (как называлась Социалистическая партия Америки в штате), секретарь мэра Милуоки от социалистов Эмиля Зейделя. В 1913 году обосновался в Чикаго и стал известен как главный поэт этого города.
Первый поэтический сборник «Чикаго» вышел в 1916 году, затем последовали «Сборщики кукурузы» (1918), «Дым и сталь» (1920), «Камни палимого солнцем Запада» (1922).
В печати выступил как продолжатель традиций Уитмена, воспевавший современный город и промышленную революцию. Автор жизнеописания своего тестя Эдварда Стайхена (1929) и популярной биографии Авраама Линкольна (1939), насыщенной аналитическим материалом, множеством фактов из жизни шестнадцатого президента Америки.
Встречался с советской делегацией писателей в 1960 году, в которую входили: Мухтар Ауэзов из Казахстана, Степан Щипачев и Леонид Леонов из РСФСР, Олесь Гончар из Украины. На встрече советской делегацией был преподнесён подарок, сборник стихов поэта, переведённый на русский язык. Растроганный Карл попросил прочитать собственные стихи, чтобы послушать, как они звучат на русском.

## Публикации на русском языке
- Избранная лирика / Пер. с англ. Сост. и предисл. А. Ибрагимова; Худож. серии Б. Алимов. — М.: «Молодая гвардия», 1975. — 64 с. — (Избранная зарубежная лирика). — 50 000 экз.
- Карл Сэндберг. Линкольн / перевод Б. Грибанова и Л. Шеффера. — М.: Молодая гвардия, 1961. — Т. 17. — 704 с. — (Жизнь замечательных людей). — 90 000 экз.